# Langues au Burundi
Les langues officielles de la République du Burundi sont le kirundi et le français ; toutes deux langues d'enseignement, auxquelles s'ajoute le swahili bien qu'il ne soit pas une langue officielle du pays,. Le français reste toutefois une langue de l'élite [réf. nécessaire], parlée par 8,3 pour cent de la population en 2008, soit un Burundais sur douze. Quant au swahili, la langue bantoue régionale, il est avant tout parlé par les commerçants et reste circonscrit essentiellement aux zones urbaines.
Quatre langues sont obligatoires dès la première année de l'école primaire : le kirundi (8 heures de cours par semaine), le français (8 h), l'anglais (2 h) et le swahili (2 h),.
En août 2014, l'assemblée nationale vote un projet de loi pour l'officialisation de trois langues : le kirundi, le français et l'anglais ; le gouvernement burundais a signé la loi, le 3 novembre 2014. mais la loi n'est pas encore promulguée.

## Statistiques

### Langues maternelles
Environ 97 % de la population parle le kirundi en tant que langue maternelle, ce qui fait du Burundi un cas d'unilinguisme rare parmi les pays d'Afrique.

### Langues lues et écrites
Pour ce qui est des langues lues et écrites au Burundi, elles sont en ordre d'importance en 2008 :
- le kirundi : 42,5 % de la population du Burundi sait lire et écrire le kirundi, soit 2 261 931 personnes parmi 2 299 387 alphabétisées, soit 98,4 % des personnes alphabétisées.
Le taux d'alphabétisme en kirundi évolue positivement avec l'âge : il passe de 9 % chez les personnes âgées de plus de 70 ans à 56 % chez les jeunes de 15 à 19 ans
Parmi les personnes alphabétisées uniquement, il varie entre 98 % et 99 % quel que soit l'âge[2].
- le français : 12,5 % de la population du Burundi sait lire et écrire le français, soit 665 189 personnes parmi 2 299 387 alphabétisées, soit 28,9 % des personnes alphabétisées.
Le taux d'alphabétisme en français évolue également positivement avec l'âge : il passe de 1 % chez les personnes âgées de plus de 70 ans à 21 % chez les jeunes de 15 à 19 ans, avec toutefois une forte baisse chez les jeunes de 10 à 14 ans, le taux passant de 21 % à 9 %, probablement due au système scolaire du pays avec un apprentissage plus tardif du français.
Parmi les personnes alphabétisées uniquement, il progresse positivement avec l'âge en passant de 13 % chez les plus de 70 ans à 39 % chez les 20-24 ans, avec toutefois une légère baisse chez les 15-19 ans (37 %) et une forte baisse chez les 10-14 ans (16 %), probablement due au système scolaire du pays avec un apprentissage plus tardif du français[2].
- l'anglais : 3,1 % de la population du Burundi sait lire et écrire l'anglais, soit 164 670 personnes parmi 2 299 387 alphabétisées, soit 7,2 % des personnes alphabétisées.
Le taux d'alphabétisme en anglais évolue également positivement avec l'âge : il passe de 0,2 % chez les personnes âgées de plus de 70 ans à 7 % chez les jeunes de 20 à 24 ans, avec toutefois une forte baisse chez les jeunes de 15 à 19 ans (seulement 3 %) et bien plus encore chez les 10 à 14 ans (seulement 0,5 %), probablement due au système scolaire du pays avec un apprentissage encore plus tardif de l'anglais.
Parmi les personnes alphabétisées uniquement, il progresse positivement avec l'âge en passant de 2 % chez les plus de 70 ans à 14 % chez les 20-24 ans, avec toutefois une forte baisse chez les 15-19 ans (5 %) et plus encore chez les 10-14 ans (1 %), probablement due au système scolaire du pays avec un apprentissage encore plus tardif de l'anglais[2].
- le swahili : 2,1 % de la population du Burundi sait lire et écrire le swahili, soit 110 038 personnes parmi 2 299 387 alphabétisées, soit 4,8 % des personnes alphabétisées.
Le taux d'alphabétisme en swahili évolue positivement avec l'âge entre les personnes âgées de plus de 70 ans (0,5 %) et celles de 30 à 34 ans (3,4 %), mais régresse régulièrement avec l'âge en deçà de 30 ans pour atteindre seulement 1,1 % entre 10 et 14 ans, probablement due au système scolaire du pays avec une absence d'apprentissage de la langue à l'école jusqu'en 2009[4],[8]
Parmi les personnes alphabétisées uniquement, il évolue positivement avec l'âge entre les personnes âgées de plus de 70 ans (5 %) et celles de 40 à 44 ans (10 %), mais régresse régulièrement avec l'âge en deçà de 40 ans pour atteindre seulement 2 % entre 10 et 14 ans, probablement due au système scolaire du pays avec une absence d'apprentissage de la langue à l'école jusqu'en 2009[4],[8],[2].
- les autres langues : 0,2 % de la population du Burundi sait lire et écrire d'autres langues que les quatre précitées, soit 12 993 personnes parmi 2 299 387 alphabétisées, soit 0,6 % des personnes alphabétisées.
Le taux d'alphabétisme en d'autres langues évolue positivement avec l'âge entre les personnes âgées de plus de 70 ans (0,1 %) et celles de 30 à 34 ans (0,4 %), mais régresse régulièrement avec l'âge en deçà de 30 ans pour atteindre seulement 0,1 % entre 10 et 14 ans, probablement due au système scolaire du pays avec une absence d'apprentissage d'autres langues à l'école.
Parmi les personnes alphabétisées uniquement, il évolue avec l'âge, passant de 0,2 % chez les 10-14 ans à 1 % chez les plus de 34 ans[2].

Le taux d'alphabétisme global (toutes langues confondues) en 2008 montre une évolue positive avec l'âge : il passe de 9 % chez les personnes âgées de plus de 70 ans à 57 % chez les jeunes de 15 à 19 ans.
| Langue                                        | %     | Nombre de locuteurs |
| --------------------------------------------- | ----- | ------------------- |
| Kirundi total                                 | 42,5  | 2 261 931           |
| Français total                                | 12,5  | 665 189             |
| Anglais total                                 | 3,1   | 164 670             |
| Swahili total                                 | 2,1   | 110 038             |
| Autres total                                  | 0,2   | 12 993              |
| Aucune langue                                 | 56,8  | 3 027 533           |
| Kirundi seul                                  | 29,7  | 1 582 074           |
| Français seul                                 | 0,3   | 17 724              |
| Swahili seul                                  | 0,2   | 12 411              |
| Anglais seul                                  | 0,1   | 3 154               |
| Kirundi et Français                           | 8,4   | 450 080             |
| Kirundi et Swahili                            | 0,5   | 27 196              |
| Kirundi et Anglais                            | 0,0   | 1 720               |
| Kirundi et autres                             | 0,1   | 3 493               |
| Swahili et Français                           | 0,0   | 56                  |
| Français et Anglais                           | 0,0   | 30                  |
| Français et autres                            | 0,0   | 26                  |
| Swahili et Anglais                            | 0,0   | 5                   |
| Swahili et autres                             | 0,0   | 39                  |
| Anglais et autres                             | 0,0   | 24                  |
| Kirundi, Français et Swahili                  | 0,7   | 36 051              |
| Kirundi, Français et Anglais                  | 2,4   | 125 920             |
| Kirundi, Swahili et Anglais                   | 0,0   | 1 092               |
| Français, Swahili et Anglais                  | 0,0   | 1 043               |
| Kirundi, Français, Swahili et Anglais         | 0,5   | 27 838              |
| Kirundi, Français et autres                   | 0,0   | 1 669               |
| Kirundi, Swahili et autres                    | 0,0   | 482                 |
| Français, Swahili et autres                   | 0,0   | 700                 |
| Kirundi, Français, Swahili et autres          | 0,0   | 1 042               |
| Kirundi, Anglais et autres                    | 0,0   | 663                 |
| Français, Anglais et autres                   | 0,0   | 159                 |
| Kirundi, Français, Anglais et autres          | 0,0   | 939                 |
| Swahili, Anglais et autres                    | 0,0   | 101                 |
| Kirundi, Swahili, Anglais et autres           | 0,0   | 70                  |
| Français, Swahili, Anglais et autres          | 0,0   | 310                 |
| Kirundi, Français, Swahili, Anglais et autres | 0,0   | 1 602               |
| Autres                                        | 0,0   | 1 674               |
| Total                                         | 100,0 | 5 326 920           |